# Вердум
Вердум (нем. Werdum) — община в Германии, в земле Нижняя Саксония.
Входит в состав района Виттмунд. Подчиняется управлению Эзенс. Население составляет 716 человек (на 31 декабря 2010 года). Занимает площадь 18,45 км².
Коммуна подразделяется на 3 сельских округа.
| Год  | Население |
| ---- | --------- |
| 1990 | 631       |
| 1995 | 647       |
| 2000 | 701       |
| 2005 | 708       |
| 2010 | 719       |